# География на Исландия
Исландия е островна държава, разположена в Северна Европа с обща площ 103 001 km2. Най-високата точка е връх Хванадалсхнукюр (2110 m). Общата дължина на бреговата линия е 6070 km, която на юг е праволинейна и акумулативна, а останалото крайбрежие е силно разчленено от многочислени фиорди и заливи (Фахсафлоуи, Брейдифиорд, Хунафлоуи и др.).
Територията на Исландия, се простира между 63°24′ и 67°09′ с.ш. и между 13°16′ и 24°32′ з.д. Крайните точки на страната са следните:
- крайна северна точка – континентална (66°32′17″ с. ш. 16°11′45″ и. д. / 66.538056° с. ш. 16.195833° и. д.), нос Рифстаунги на Гренландско море; островна (67°09′00″ с. ш. 18°41′00″ з. д. / 67.15° с. ш. 18.683333° з. д.), остров Колбенсей в Гренландско море.
- крайна южна точка – континентална (63°23′36″ с. ш. 18°43′46″ з. д. / 63.393333° с. ш. 18.729444° з. д.), нос Кьотлютаунги, на брега на Атлантическия океан; островна (63°17′46″ с. ш. 20°36′15″ з. д. / 63.296111° с. ш. 20.604167° з. д.), остров Сюртсей в Атлантическия океан.
- крайна западна точка – (65°30′09″ с. ш. 24°31′55″ з. д. / 65.5025° с. ш. 24.531944° з. д.), нос Бяргтаунгар, на брега на Атлантическия океан.
- крайна източна точка – континентална (65°04′36″ с. ш. 13°29′39″ з. д. / 65.076667° с. ш. 13.494167° з. д.), връх Герпир, на брега на Норвежко море; островна (64°35′44″ с. ш. 13°16′23″ з. д. / 64.595556° с. ш. 13.273056° з. д.), остров Хвалбакюр, в Норвежко море.[2]

## Релеф
Голяма част от територията на острова се заема от обширно плато с височина 400 – 800 m, над което се извисяват планински масиви с височина 1000 – 1500 m и вулкани. В страната има около 200 вулкана, като 30 от тях са активни през последните 1000 години. Най-известните са Хекла, Лаки, Аскя и Хванадалснукюр (2110 m, най-високата точка на Исландия). Има многочислени лавови полета (Оудаудахрьойн и др.), заемащи 6% от територията ѝ, и множество следи от бивша и настояща вулканична дейност. Широко разпространени са дънните, крайните и страничните морени, зандровите равнини и други форми на релефа образувани от дейността на древните ледници. По крайбрежието, главно на запад и юг има обширни райони от ниски равнини.

## Геоложки строеж и полезни изкопаеми
Северозападните и югоизточните части на острова са изградени от базалти с кайнозойска възраст. В средната част, в направление от югозапад на североизток, се простира грабенообразна зона (виж геоложката карта) с ширина 100 – 150 km, която е част от рифтовата долина на Североатлантическия подводен хребет. Тя е изградена от пелагонитови серийни породи с плейстоцен-неогенова възраст, сформирана в условията на антропогенното заледяване. Областта с развитие на съвременен вулканизъм съвпада със зоната на антропогенния вулканизам. Проволинейните редици на вулканските конуси са привързани към големи тектонски разломи. Често явление са земетресенията. Полезните изкопаеми (исландски шпат, сяра, термални води, пренагрята пара, минерални извори) са свързани със съвременния вулканизъм. Има малки находища на торф, лигнитни въглища и др.

## Климат
Климатът на Исландия е субарктичен, морски, силно зависим от влиянието на топлото течение Гълфстрийм. В края на зимата близо до северното крайбрежие на острова достигат полярните ледове. Средната януарска температура по крайбрежието е от 0 до 2 °C, а средната юлска 10 – 11 °C. В планините температурите са съответно -10 °C и 0 °C. Годишната сума на валежите по южния бряг (станция Вике) е 2390 mm, по северния бряг (станция Акурейри) 465 mm, а по южния склон на ледника Мирдалсийокудъл около 4000 mm. Максимумът на валежите е през есента. Във вътрешните райони на страната на места снежната покривка се задържа до 5 месеца. 11,4% от територията на острова е покрита с ледници, като най-големите са Вахтнайокутъл, (площ около 8400 km² и мощност на леда до 1000 m), Лаунгийокудъл (1020 km²), Хофсийокудъл (1000 km²), Мирдалсийокудъл (700 km²).

## Води
Цялата страна е покрита с гъста речна мрежа, състояща се предимно от къси реки, като най-голяма е Тьоурсау (237 km). Реките често са с бързеи и водопади (височина до 50 – 60 m) и голяма денивелация и се подхранват предимно от снежни и ледникови води. Често явление през пролетта и лятото са епизодичните прииждания. По време на изригването на вулкани снего- и ледотопенето рязко се ускоряват, което води до бедствени наводнения. Реките на Исландия са богати на хидроенергийни ресурси, които се оценяват на 2,5 млн. квт. Не са годни за корабоплаване. Много от езерата на страната с с тектонски, вулканичен и ледников произход и заемат около 3% от територията ѝ. Най-голямото езеро е Тингвадлаватън (83 km²).

## Почви
По крайбрежните низини и ниските плата са развити плодородни вулканични торфени почви, във вътрешните райони – планински арктически почви, а по краищата на ледниковите полета често са заблатени.

## Растителност и животински свят
По данни от 1993 година, едва 0,07% от площта е заета с обработваеми земи, 1% – с гори, 23% – с пасища и 76% други. Растителността на страната е оскъдна (само 440 вида висши растения), като 2/3 от територията ѝ е заето от каменисти пространства с мъхове и лишеи. Значителни територии (предимно по младите лавови полета) са лишени от всякаква растителност. Обширни райони (предимно на запад и югозапад) са заети от торфени блата и преувлажнени пасища. Тук-таме се срещат малки брезови горички. Най-характерните животни в Исландия са полярната лисица (песец) и някои мишевидни гризачи. От края на 18 век във вътрешността на страната са разселени северни елени и норки. По северното крайбрежие, върху плаващите ледове се появяват бели мечки, а в крайбрежните води обитават моржове и тюлени. По крайбрежието гнездят многочислени морски птици. Във водите около острова живеят около 150 вида риби, в т.ч. и имащите промишлено значение селда, треска и др.